# Bar Harbor
Bar Harbor és una concentració de població designada pel cens dels Estats Units a l'estat de Maine (EUA). Segons el cens del 2000 tenia 2.680 habitants.

## Demografia
Segons el cens del 2000, Bar Harbor tenia 2.680 habitants, 1.241 habitatges, i 568 famílies. La densitat de població era de 328,5 habitants per km².
Dels 1.241 habitatges en un 19,7% hi vivien nens de menys de 18 anys, en un 36,3% hi vivien parelles casades, en un 6,4% dones solteres, i en un 54,2% no eren unitats familiars. En el 41,7% dels habitatges hi vivien persones soles el 17,9% de les quals corresponia a persones de 65 anys o més que vivien soles. El nombre mitjà de persones vivint en cada habitatge era de 2,01 i el nombre mitjà de persones que vivien en cada família era de 2,71.
Per edats la població es repartia de la següent manera: un 16,8% tenia menys de 18 anys, un 12,9% entre 18 i 24, un 27,1% entre 25 i 44, un 24,2% de 45 a 60 i un 19% 65 anys o més.
L'edat mediana era de 40 anys. Per cada 100 dones de 18 o més anys hi havia 74 homes.
La renda mediana per habitatge era de 33.609 $ i la renda mediana per família de 50.729 $. Els homes tenien una renda mediana de 30.688 $ mentre que les dones 24.844 $. La renda per capita de la població era de 23.730 $. Entorn del 4,4% de les famílies i el 10,3% de la població estaven per davall del llindar de pobresa.